# Kapusta morska (sałatka)

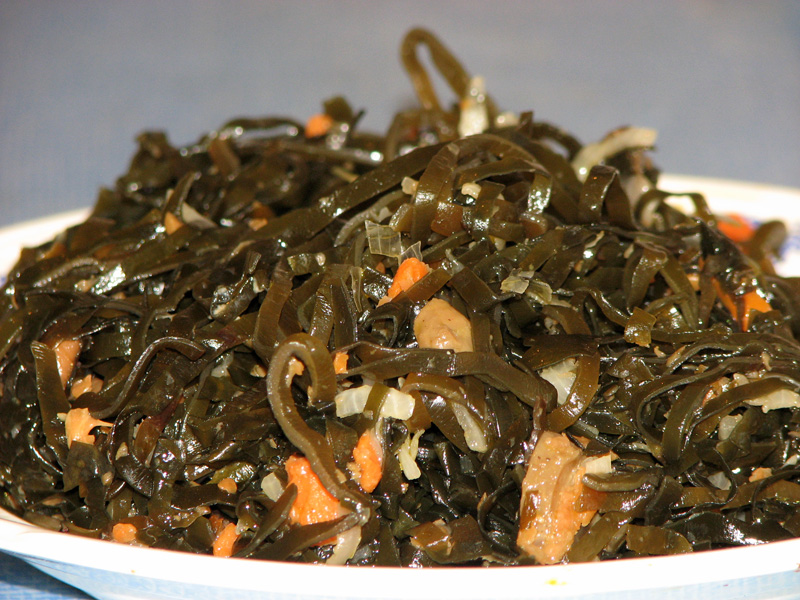
Sałatka z kapusty morskiej

Kapusta morska – sałatka wytwarzana z listownicy (w szerokim ujęciu). Danie popularne w Rosji i na Ukrainie. Istnieje kilka gatunków listownic o znaczeniu komercyjnym: Saccharina latissima, Laminaria digitata i Laminaria japonica. W handlu detalicznym kapusta morska występuje w formie suszonej lub mrożonej, a także w puszkach.
Do produkcji kapusty morskiej trafiają dwuletnie osobniki listownicy o komercyjnej dojrzałości. Pozyskuje się je ręcznie z pomocą samojezdnych i pływających jednostek pływających – przy pomocy nurków i płetwonurków, a także za pomocą środków technicznych – różnego rodzaju sieci. Długość kapusty morskiej wynosi średnio 3-5 m. Długość i szerokość glonów zależy od wieku, obszaru wzrostu i czasu produkcji. Surowiec jest przechowywany w czystej wodzie morskiej w workach sieciowych lub prętach. Przed obróbką wodorosty są dokładnie myte w wodzie morskiej od piasku i innych zanieczyszczeń, pozbawiane ryzoidów i ogonków oraz dezynfekowane.

## Produkcja kapusty morskiej
Listownicę suszy się w naturalnych i sztucznych warunkach. W warunkach naturalnych, przy słonecznej pogodzie, przygotowane surowce są umieszczane w jednej warstwie na pokładach siatkowych o wysokości 15–20 cm od podłoża. Glony są okresowo odwracane i suszone w warunkach naturalnych przez nie więcej niż dwa dni, aż osiągną wilgotność 15–18%. W sztucznych warunkach wodorosty suszone są gorącym powietrzem. Prawidłowo wysuszone wodorosty mają błyszczącą powierzchnię plechy. Wydajność gotowych produktów wynosi 14–20% od masy surowca. Gotowy produkt umieszcza się w belach lub prasuje w paczki o wadze do 30 kg.
Laminaria przeznaczona do zamrażania jest pocięta na kawałki o odpowiedniej długości i posiekana na paski o szerokości nieprzekraczającej 5 mm. Zamrażanie glonów odbywa się metodą na sucho w temperaturze nie wyższej niż -28° C. Zamrożone laminaria są dostępne w blokach o masie do 12 kg dla przetwórstwa przemysłowego i do 3 kg dla gastronomii.
W produkcji konserwy z laminarii kapusta morska jest zwykle mieszana z warzywami i przyprawami. Gotową mieszankę pakuje się w słoiki bez dodatków lub w połączeniu z mięsem bezkręgowym (kalmary, trepang). Do przygotowania kapusty morskiej używa się laminarii konserwowanej po oczyszczeniu z piasku, wapiennych formacji i zanieczyszczeń mechanicznych moczonej w bieżącej wodzie przez 3–4 godziny. Następnie umyta kapusta morska jest siekana na paski o szerokości 3–4 mm, które są gotowane przez 10-15 minut we wrzącej wodzie, a następnie smażone przez 3–5 minut w oleju roślinnym w temperaturze 140–160 °C. Po schłodzeniu kapusta morska jest mieszana z odpowiednio pieczonymi warzywami w mieszalniku do mięsa i pakowana w puszki, do których dodaje się gorący sos pomidorowy. Sterylizacja odbywa się w temperaturze 112–115° C, po czym wyrób jest szybko schładzany.